# 高島俊男
高島 俊男（日语：／ Takashima Toshio，1937年1月16日—2021年4月5日）是一名日本的中国文学研究者、散文家，出生於兵庫縣相生市。

## 學歷
- 兵庫縣立姫路東高等學校畢業。
- 東京大學經濟學部畢業。
- 東京大学文学部中国文学科畢業。
- 同大学院人文科学研究科結業。

## 簡介
東京大学經濟學部畢業後，曾經在銀行任職5年，其後入讀同大學大学院人文科学研究科中国文学科，在前野直彬指導下研究文革後的中国文学、唐詩、《水滸傳》。
擔任岡山大学助理教授後辭職，其後擔任在野研究者，1994年-1997年擔任愛知大学非常勤講師，主講中国近現代文学講義。
1991年，以《水滸传》的評論作品獲得第5回尾崎秀樹大衆文学研究賞獎。1995年，以獲得第11回講談社散文獎。
對圍棋很有興趣，在的連載期間經常觸及圍棋的話題。
晚年由於眼部患病，開始改為執筆活動，相當依賴口述筆記。
2021年4月5日心衰竭病逝。

## 作品
- 《中国大盗贼──成王败寇的潜规》